# 1466 en Angleterre
Chronologie de l'Angleterre
- 1462
- 1463
- 1464
- 1465
- 1466
- 1467
- 1468
- 1469
- 1470

Cette page concerne l'année 1466 du calendrier julien.

## Naissances en 1466
- 11 février : Élisabeth d'York, reine consort d'Angleterre
- 26 novembre : Edward Hastings, 2e baron Hastings
- Date inconnue : Thomas Wyndham de Felbrigg, vice-amiral d'Angleterre

## Décès en 1466
- 21 ou 22 mai : John Paston, noble
- 1er septembre : John Norreys, shérif
- 1er octobre : Miles Stapleton, lord of the Manor d'Ingham et de Bedale
- 8 novembre : Maurice Bruyn, chevalier
- 17 décembre : Richard Grey, 8e lord de Powys
- 26 décembre : Ralph Shirley, esquire
- Date inconnue :
  - William Bertram, chevalier
  - Maurice Denys, shérif
  - John Flete, moine
  - John Stork, member of Parliament pour Dorchester